# Augusto Guglielmo di Brunswick-Lüneburg
Augusto Guglielmo di Brunswick-Lüneburg (Wolfenbüttel, 8 marzo 1662 – 23 marzo 1731) fu duca di Brunswick-Lüneburg.
Governò su Wolfenbüttel, una suddivisione del ducato, dal 1714 fino alla sua morte.

## Biografia
Augusto Guglielmo era il terzo, ma primogenito, figlio del duca Antonio Ulrico e della sua consorte Elisabetta Giuliana, figlia del duca Federico di Schleswig-Holstein-Sønderburg-Norburg. A differenza del padre, il giovane principe non era interessato alla politica; studiò all'Università di Ginevra dal 1677 al 1678 e in seguito compì un Grand Tour dalla Svizzera alla Francia e ai Paesi Bassi.
Malgrado si fosse sposato tre volte morì senza eredi nel 1731 e gli successe il fratello minore, Luigi Rodolfo.
Successe al padre nel 1714 governando dal castello di Wolfenbüttel, che fu oggetto sotto il suo regno di considerevoli ampliamenti, affidando i progetti di ristrutturazione all'architetto Hermann Korb.
A differenza del padre, egli non era interessato alla politica e lasciò le decisioni più importanti nelle mani dei suoi ministri.

## Matrimoni
Nel 1681, sposò Cristina Sofia (1654-1695), figlia di Rodolfo Augusto di Brunswick-Lüneburg.
Alla morte della prima moglie, si risposò nel 1695 con Sofia Amalia (1670-1710), figlia del duca Cristiano Alberto di Holstein-Gottorp.
Nel 1710, in terze nozze, sposò Elisabetta Sofia Maria (1683-1767), figlia di Rodolfo Federico di Schleswig-Holstein-Sonderburg-Norburg, figlio minore del duca di Norburg, Federico di Schleswig-Holstein-Sonderburg-Norburg.
Nonostante i molti matrimoni il duca era noto anche per l'interesse verso gli uomini e si vantava di essere stato introdotto alla "nobile arte" dell'omosessualità durante un soggiorno a Venezia. Si innamorò del fratello della principessa Elisabetta Carlotta, Carlo Luigi.

## Ascendenza
|                                                              |                                           |                                          | Genitori                             |  |  | Nonni |  |  | Bisnonni                         |  |  | Trisnonni                       |  |
|                                                              |                                           |                                          |                                      |  |  |       |  |  | Enrico III di Brunswick-Lüneburg |  |  | Ernesto I di Brunswick-Lüneburg |  |
|                                                              |                                           |                                          |                                      |  |  |       |  |  | Enrico III di Brunswick-Lüneburg |  |  | Ernesto I di Brunswick-Lüneburg |  |
|                                                              |                                           | Sofia di Meclemburgo-Schwerin            |                                      |  |  |       |  |  | Enrico III di Brunswick-Lüneburg |  |  |                                 |  |
| Augusto di Brunswick-Lüneburg                                |                                           |                                          |                                      |  |  |       |  |  | Enrico III di Brunswick-Lüneburg |  |  |                                 |  |
|                                                              |                                           | Ursula di Sassonia-Lauenburg             | Francesco I di Sassonia-Lauenburg    |  |  |       |  |  |                                  |  |  |                                 |  |
|                                                              |                                           | Ursula di Sassonia-Lauenburg             | Francesco I di Sassonia-Lauenburg    |  |  |       |  |  |                                  |  |  |                                 |  |
|                                                              |                                           | Ursula di Sassonia-Lauenburg             | Sibilla di Sassonia-Freiberg         |  |  |       |  |  |                                  |  |  |                                 |  |
| Antonio Ulrico di Brunswick-Wolfenbüttel                     |                                           | Ursula di Sassonia-Lauenburg             |                                      |  |  |       |  |  |                                  |  |  |                                 |  |
|                                                              |                                           | Rodolfo di Anhalt-Zerbst                 | Gioacchino Ernesto di Anhalt         |  |  |       |  |  |                                  |  |  |                                 |  |
|                                                              |                                           | Rodolfo di Anhalt-Zerbst                 | Gioacchino Ernesto di Anhalt         |  |  |       |  |  |                                  |  |  |                                 |  |
|                                                              |                                           | Rodolfo di Anhalt-Zerbst                 | Eleonora di Württemberg              |  |  |       |  |  |                                  |  |  |                                 |  |
| Dorotea di Anhalt-Zerbst                                     |                                           | Rodolfo di Anhalt-Zerbst                 |                                      |  |  |       |  |  |                                  |  |  |                                 |  |
|                                                              |                                           | Dorotea Edvige di Brunswick-Wolfenbüttel | Enrico Giulio di Brunswick-Lüneburg  |  |  |       |  |  |                                  |  |  |                                 |  |
|                                                              |                                           | Dorotea Edvige di Brunswick-Wolfenbüttel | Enrico Giulio di Brunswick-Lüneburg  |  |  |       |  |  |                                  |  |  |                                 |  |
|                                                              |                                           | Dorotea Edvige di Brunswick-Wolfenbüttel | Dorotea di Sassonia                  |  |  |       |  |  |                                  |  |  |                                 |  |
| Augusto Guglielmo di Brunswick-Lüneburg                      |                                           | Dorotea Edvige di Brunswick-Wolfenbüttel |                                      |  |  |       |  |  |                                  |  |  |                                 |  |
|                                                              | Giovanni di Schleswig-Holstein-Sonderburg | Cristiano III di Danimarca               |                                      |  |  |       |  |  |                                  |  |  |                                 |  |
|                                                              | Giovanni di Schleswig-Holstein-Sonderburg | Cristiano III di Danimarca               |                                      |  |  |       |  |  |                                  |  |  |                                 |  |
|                                                              | Giovanni di Schleswig-Holstein-Sonderburg | Dorotea di Sassonia-Lauenburg            |                                      |  |  |       |  |  |                                  |  |  |                                 |  |
| Federico di Schleswig-Holstein-Sonderburg-Norburg            | Giovanni di Schleswig-Holstein-Sonderburg |                                          |                                      |  |  |       |  |  |                                  |  |  |                                 |  |
|                                                              |                                           | Elisabetta di Brunswick-Grubenhagen      | Ernesto III di Brunswick-Grubenhagen |  |  |       |  |  |                                  |  |  |                                 |  |
|                                                              |                                           | Elisabetta di Brunswick-Grubenhagen      | Ernesto III di Brunswick-Grubenhagen |  |  |       |  |  |                                  |  |  |                                 |  |
|                                                              |                                           | Elisabetta di Brunswick-Grubenhagen      | Margherita di Pomerania-Wolgast      |  |  |       |  |  |                                  |  |  |                                 |  |
| Elisabetta Giuliana di Schleswig-Holstein-Sonderburg-Norburg |                                           | Elisabetta di Brunswick-Grubenhagen      |                                      |  |  |       |  |  |                                  |  |  |                                 |  |
|                                                              |                                           | Rodolfo di Anhalt-Zerbst                 | Gioacchino Ernesto di Anhalt         |  |  |       |  |  |                                  |  |  |                                 |  |
|                                                              |                                           | Rodolfo di Anhalt-Zerbst                 | Gioacchino Ernesto di Anhalt         |  |  |       |  |  |                                  |  |  |                                 |  |
|                                                              |                                           | Rodolfo di Anhalt-Zerbst                 | Eleonora di Württemberg              |  |  |       |  |  |                                  |  |  |                                 |  |
| Eleonora di Anhalt-Zerbst                                    |                                           | Rodolfo di Anhalt-Zerbst                 |                                      |  |  |       |  |  |                                  |  |  |                                 |  |
|                                                              |                                           | Dorotea Edvige di Brunswick-Wolfenbüttel | Enrico Giulio di Brunswick-Lüneburg  |  |  |       |  |  |                                  |  |  |                                 |  |
|                                                              |                                           | Dorotea Edvige di Brunswick-Wolfenbüttel | Enrico Giulio di Brunswick-Lüneburg  |  |  |       |  |  |                                  |  |  |                                 |  |
|                                                              |                                           | Dorotea Edvige di Brunswick-Wolfenbüttel | Dorotea di Sassonia                  |  |  |       |  |  |                                  |  |  |                                 |  |
|                                                              |                                           | Dorotea Edvige di Brunswick-Wolfenbüttel |                                      |  |  |       |  |  |                                  |  |  |                                 |  |